# Staw krzyżowo-biodrowy

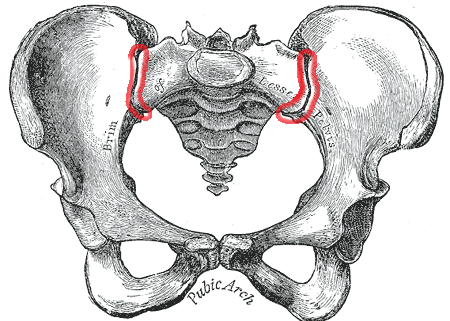
Stawy krzyżowo-biodrowe

Staw krzyżowo-biodrowy (łac. articulatio sacroiliaca) – w anatomii człowieka staw tworzony przez kość krzyżową i kość biodrową, a tym samym łączący kończynę dolną ze szkieletem osiowym.
Ma budowę stawu płaskiego. Powierzchnie stawowe tworzy powierzchnia uchowata kości biodrowej (facies auricularis ossis ilii) oraz powierzchnia uchowata kości krzyżowej (facies auricularis ossis sacri). Pokryte są one przez chrząstkę włóknistą (w przypadku powierzchni stawowej kości krzyżowej pod nią znajduje się tkanka chrzęstna szklista), a między nimi znajduje się wąska, szczelinowata jama stawowa.
Staw otacza torebka stawowa o krótkich włóknach. Główną rolę w blokowaniu kości przed przemieszczaniem się odgrywają silne więzadła wzmacniające staw (więzadła krzyżowo-biodrowe międzykostne, więzadła krzyżowo-biodrowe brzuszne, więzadła krzyżowo-biodrowe grzbietowe i więzadło biodrowo-lędźwiowe), powodujące że zakres ruchów w nim jest minimalny. 